# شبگرد گونه‌حنایی
شبگرد گونه‌حنایی (نام علمی: Caprimulgus rufigena) نام یک گونه از تیره شبگردان است.